# Parkowo
Parkowo is een dorp in het Poolse woiwodschap Groot-Polen, in het district Obornicki. De plaats maakt deel uit van de gemeente Rogoźno en telt 1031 inwoners.

## Verkeer en vervoer

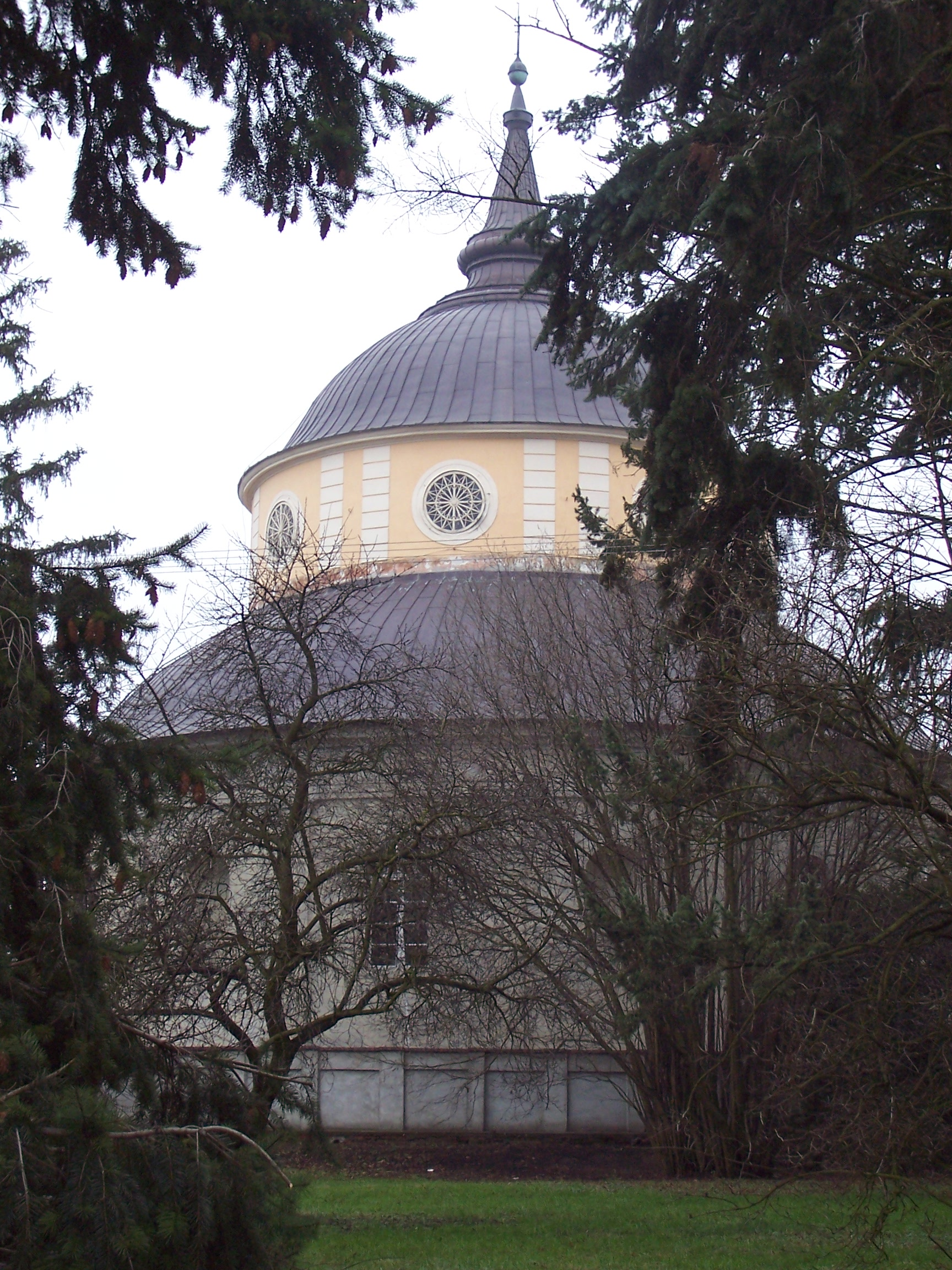
Kościół pw. NMP Królowej Świata i św. Małgorzaty

- Station Parkowo